# پادشاهی گوئنت

نشان ملی

گوئنت (ولزی قدیم: Guent) پادشاهی قرون وسطایی ولز بود که بین رودخانه‌های Wye و Usk قرار داشت. از اواخر حکومت رومیان در بریتانیا در حدود قرن پنجم تا حمله نورمن ها به ولز در قرن یازدهم وجود داشت. به نظر می‌رسد که همراه با همسایه‌اش گلایویزینگ، تداوم فرهنگی زیادی با سیلوره‌های پیشین داشته است،  دادگاه‌ها و اسقف‌نشین‌های خود را تا زمان تسخیر آنها توسط گرافید آپ لیولین از بقیه ولز جدا نگه داشته است. اگرچه گوئنت پس از انحلال در سال ۱۰۶۳ (میلادی) استقلال خود را بازیافت، اما گوئنت اولین پادشاهی از پادشاهی ولز بود که پس از فتح نورمن ها فتح شد.

## کتابشناسی - فهرست کتاب
- Charles-Edwards, T. M. (2013). Wales and the Britons 350–1064. Oxford, UK: Oxford University Press. ISBN 978-0-19-821731-2.
- Foot, Sarah (2011). Æthelstan: The First King of England. New Haven, Connecticut: Yale University Press. ISBN 978-0-300-12535-1.
- Stenton, Frank (1971). Anglo-Saxon England (3rd ed.). Oxford, UK: Oxford University Press. ISBN 978-0-19-280139-5.